# Palazzo Comunale (Filottrano)
Il palazzo Comunale è sede del municipio della cittadina di Filottrano (AN), nelle Marche. 
Affaccia la sua possente mole quadrata sulla centrale piazza Cavour, il punto più alto della città.

## Storia e descrizione
Gli statuti comunali risalgono al 1530, e da quel momento venne eretto il Palazzo del Comune in stile rinascimentale-bramantesco.
L'affianca la sua bella torre civica, merlata e dotata di orologio. 
All’interno uno scalone conduce al primo piano dove si trova la Sala del Consiglio, grande ambiente con volta a specchio, ove è conservata la bandiera italiana che venne issata sulla torre dell'acquedotto la mattina del 9 luglio 1944, giorno della Liberazione di Filottrano. Infatti gli esploratori della Nembo, dopo la ritirata dei Tedeschi, trovarono la città abbandonata. Liberano i civili dai rifugi e questi issano sulla Torre dell'Acquedotto una bandiera italiana.
Nel 1812 venne costruito all'interno del palazzo il Teatro condominiale, poi demolito nel 1935 per far spazio a nuovi uffici comunali